# Équipe de Tunisie de volley-ball en 1982
L'équipe de Tunisie de volley-ball termine le championnat du monde 1982 à la 21e place avec un bilan de trois succès et six défaites. Il s'agit de la quatrième participation consécutive au mondial.

## Matchs
| Date            | Lieu                                       | Adversaire | Score                            | Durée | Compétition | Meilleur marqueur | Référence |
| 24 juillet 1982 | Latina                                     | Italie     | 1-3                              | -     | A           | -                 | PCV       |
| 25 juillet 1982 | Brescia                                    | Italie     | 1-3                              | -     | A           | -                 | PCV       |
| 26 juillet 1982 | Leffe                                      | Italie     | 1-3                              | -     | A           | -                 | PCV       |
| 2 octobre 1982  | Luna Park Buenos Aires                     | Argentine  | 0-3 (2-15 4-15 0-15)             | -     | CHM         | -                 |           |
| 3 octobre 1982  | Luna Park Buenos Aires                     | Japon      | 0-3 (8-15 5-15 4-15)             | -     | CHM         | -                 |           |
| 4 octobre 1982  | Luna Park Buenos Aires                     | Mexique    | 2-3 (15-13 15-11 9-15 9-15 7-15) | -     | CHM         | -                 |           |
| 7 octobre 1982  | Luna Park Buenos Aires                     | France     | 0-3 (4-15 1-15 2-15)             | -     | CHM         | -                 |           |
| 8 octobre 1982  | Luna Park Buenos Aires                     | Italie     | 0-3 (3-15 2-15 5-15)             | -     | CHM         | -                 |           |
| 10 octobre 1982 | Estadio Cubierto Newell's Old Boys Rosario | Australie  | 3-0 (15-13 15-13 15-10)          | -     | CHM         | -                 |           |
| 11 octobre 1982 | Estadio Cubierto Newell's Old Boys Rosario | Finlande   | 0-3 (7-15 9-15 13-15)            | -     | CHM         | -                 |           |
| 14 octobre 1982 | Luna Park Buenos Aires                     | Libye      | 3-1 (15-11 14-16 15-8 15-8)      | -     | CHM         | -                 |           |
| 15 octobre 1982 | Luna Park Buenos Aires                     | Australie  | 3-1 (12-15 15-12 15-4 15-4)      | -     | CHM         | -                 |           |

A : match amical ;
CHM : match du championnat du monde 1982.

## Sélections
Sélection pour le championnat du monde 1982
- Rachid Boussarsar, Hedi Boussarsar, Msadek Lahmar, Ghazi Mhiri, Mohamed Sarsar, Khaled Keskes, Abdelaziz Ben Abdallah, Samir Tebourski, Slim Meherzi, Yassine Mezlini, Chedly Ben Messaoud, Kais Kharrat
- Entraîneur :  Victor Turin